# 3344 Modena
För andra betydelser, se Modena (olika betydelser).
3344 Modena eller 1982 JA är en asteroid i huvudbältet som upptäcktes den 15 maj 1982 av San Vittore-observatoriet i Bologna. Den är uppkallad efter den italienska staden Modena.